# بيكي إدواردز
بيكي إدواردز (بالإنجليزية: Becky Edwards)‏ (22 مايو 1988 في الولايات المتحدة - ) هي لاعبة كرة قدم أمريكية في مركز الوسط. شاركت مع منتخب الولايات المتحدة تحت 20 سنة للسيدات لكرة القدم. أما مع النوادي، فقد لعبت مع أورلاندو برايد وبورتلاند ثورنز ونادي هاماربي لكرة القدم ووسترن نيويورك فلاش وKristianstads DFF ‏ وهيوستن داش ووسترن نيويورك فلاش وHammarby Fotboll (women) ‏ وNew Jersey Wildcats ‏ وHudson Valley Quickstrike Lady Blues ‏ وإف سي قولد برايد وSoccerPlus Connecticut ‏ وWashington Freedom Futures ‏.

## وصلات خارجية
- بيكي إدواردز على موقع الاتحاد الدولي (مؤرشف)  (الإنجليزية)
- بيكي إدواردز على موقع قاعدة بيانات كرة القدم.إي يو (الإنجليزية)
- بيكي إدواردز على موقع Soccerway.com (الإنجليزية)
- بيكي إدواردز على موقع عالم كرة القدم.نت (الإنجليزية)